# Демьянко, Антоний Бернардович
Антоний Бернардович Демьянко (род. 1 января 1960 года, д. Забродье, Белорусская ССР, СССР) — белорусский религиозный деятель, епископ Католической церкви. Епископ Пинска с 3 мая 2012. Генеральный секретарь Конференции католических епископов Белоруссии.

## Биография
После окончания средней школы хотел получить религиозное образование, но не получил разрешения от властей поступить в Рижскую семинарию.
Подготовку для деятельности в качестве священника проходил под руководством генерального викария Пинской епархии доктора богословия священника-прелата Вацлава Пентковского.
28 октября 1980 года посвящён в сан священника.
До 26 апреля 1985 года — ризничий и органист (не имея официального разрешения властей на священническое служение).
В 1982—1984 годах — проходил действительную военную службу в Советской армии (Заполярье, Мурманская область, РСФСР).
В 1984—1998 годах — настоятель прихода в Новогрудке.
В 1992—1996 годах — учился в Институте семьи Католической богословской академии в Варшаве (Польша). Получил степень магистра богословия.
4 июля 1998 года декретом Иоанна Павла ІІ назначен епископом-помощником Гродненской епархии и титулярным епископом Лесви. Епископская хиротония состоялась 29 сентября 1998 года, её возглавлял кардинал Казимир Свёнтек.
В 1998—2004 годах — генеральный викарий Гродненской епархии, настоятель кафедрального прихода и ректор Духовной семинарии в Гродно.
В составе Конференции католических епископов Белоруссии возглавляет Советы по вопросам литургии, семьи и благотворительной деятельности.
С 14 декабря 2004 года по 3 мая 2012 года — епископ-помощник и генеральный викарий Минско-Могилевской архиепархии.
С 14 июня 2006 года по 21 сентября 2007 года — Апостольский администратор sede vacante и ad nutum Sanctae Sedis Минско-Могилёвской архиепархии.
С 3 мая 2012 года епископ Пинска.